# Lycée Saint-Louis-de-Gonzague
Il Lycée Saint-Louis-de-Gonzague è un istituto scolastico cattolico privato con contratto di associazione con lo Stato, comunemente chiamato "Franklin" in riferimento alla strada in cui si trova, nel XVI arrondissement di Parigi. Fondato nel 1894, è sotto la supervisione dei Gesuiti e fornisce istruzione dalla scuola materna alle classi preparatorie. È noto per la sua eccellenza accademica.
La maggior parte degli studenti sceglie di continuare gli studi in classi preparatorie come Lycée privé Sainte-Geneviève, Collège Stanislas o Lycée Janson-de-Sailly. Di solito passano alle migliori Grande école francesi come HEC Paris, ESSEC, ESCP (per studi aziendali e gestionali) o École Polytechnique, CentraleSupélec (per studi di ingegneria e scienze). Franklin ha anche un alto tasso di accettazione a Sciences Po Paris, dove gli studenti proseguono gli studi in politiche pubbliche e scienze sociali. Gli studenti che vogliono studiare giurisprudenza sono generalmente ammessi all'Università Panthéon-Assas o, per una laurea in medicina, sono ammessi all'Université Paris Cité, entrambe considerate le migliori in Francia nel loro campo.

## Laureati famosi
- Bruno Le Maire, un politico francese;
- François Villeroy de Galhau, un banchiere, funzionario e dirigente d'azienda francese, governatore della Banca di Francia dal 1º novembre 2015.